# Afroféminas
Afroféminas es una comunidad en línea que nació en 2014 para dar voz y visibilizar a las mujeres afrodescendientes/negras en España. Su objetivo es ser un medio digital donde se hable de literatura, opinión, poesía y periodismo para establecer un diálogo desde la perspectiva de la mujer racializada. Su fundadora y directora actual es Antoinette Torres Soler, investigadora social de origen cubano.
El grupo Afroféminas promueve la difusión de experiencias, voces y conocimientos de mujeres negras y de otras que contribuyen con temas de interés del colectivo. También ofrecen talleres donde confluyen sus experiencias y vivencias con las de las mujeres caucásicas. Además, lideran campañas de activismo para cambiar conductas postcoloniales en la sociedad y las tradiciones españolas. Un ejemplo es el posicionamiento público en contra de que los pajes de la cabalgata real de Alcoy sean personas blancas con la cara pintada de betún.
Otro de sus proyectos es la creación de un espacio físico en la Casa de la Mujer de Zaragoza donde promocionar y visibilizar el feminismo negro, poco conocido dentro de la sociedad española.
Parten de un enfoque feminista negro, es decir, de la doble exclusión por el hecho de ser mujer y racializada. Por este motivo, defienden el pensamiento decolonial como punto de partida para defender los derechos de las mujeres. Su tarea defiende los derechos humanos y una relectura del colonialismo representado desde una posición hegemónica a la cultura popular y los libros de texto.